# A kukorica gyermekei (film, 1984)
A kukorica gyermekei (Children of the Corn) 1984-ben bemutatott amerikai horrorfilm Stephen King azonos című novellájának a feldolgozásán alapszik. A filmet Fritz Kiersch rendezte, melyben Peter Horton és Linda Hamilton látható a főbb szerepekben. Linda Hamiltonnak ez a film volt az első szélesebb körökben is ismert filmje.
1984-ben mutatták be, amelyet később további folytatások követtek. 2009-ben újra feldolgozták a filmet, s ugyanezzel a címmel jelent meg a remake film is.
A film egy nebraskai kisvárosban játszódik, ahol a gyerekek megölik a felnőtteket, vallási vezetőjük, Isaac utasítására. A városban egy gyerekszekta alakul, akik egy természetfeletti lényhez imádkoznak, aki a kukoricamező sűrűjében lakik. Burt és Vicky Seattlebe utazik, és egy baleset folytán a városba keverednek. A gyerekek vezetője Isaac, fel akarja őket áldozni az istenüknek, ezért kénytelenek menekülni. Szerencséjükre nem mindegyik gyermek fanatikus hívő, és vannak akik melléjük állnak, hogy együtt vegyék fel a harcot a misztikus teremtmény és gyerekkatonái ellen.

## Szereplők
| Szereplő            | Színész           | Magyar szinkron    |
| ------------------- | ----------------- | ------------------ |
| Burton Stanton      | Peter Horton      | Stohl András       |
| Vicky               | Linda Hamilton    | Kisfalvi Krisztina |
| Diehl               | R.G. Armstrong    | Kenderesi Tibor    |
| Isaac Chroner       | John Franklin     | Simonyi Balázs     |
| Malachai            | Courtney Gains    |                    |
| Job                 | Robby Kiger       | Szalay Csongor     |
| Sarah               | Anne Marie McEvoy |                    |
| Rachel              | Julie Maddalena   |                    |
| Joseph              | Jonas Marlowe     | Szuper Levente     |
| Richard Amos Deigan | John Philbin      |                    |

## Cselekmény
Csendes kisváros a nebraskai Gatlin városa. Az istentisztelet után a helyi kávézóba megy Job az édesapjával. A kávézóban észreveszi Malachait és a barátait, érziː valami rosszra készülnek. Gyanúja hamarosan beigazolódik, a gyerekek megmérgezik és megölik a felnőtteket. De nem csak ebben a kávézóban, hanem ezzel egy időben a város több pontján is ugyanez történik. Három évvel a felnőttek lemészárlása után Isaac irányítja a várost, bár nem mindegyik gyereknek tetszik ez az élet. Joseph egyik nap úgy dönt, hogy elhagyja a várost, de Isaac engedélye nélkül akar távozni. Mivel tudja, hogy úgysem engednék, ezért csak Jobnak és Sarahnák szól, és arra kéri őketː tartsák ezt titokban. Burt, a fiatal pszichológus és barátnője, Vicky egy országúti motelben szállt meg estére. Reggel tovább indulnak Seattlebe, ugyanis Burt ott kapott új állást. Burték az országúton mennek és nem az autópályán, mert hangulatosabbnak tartják. Josephnek át kell vágnia a kukoricáson, ha el akarja hagyni Gatlint, ugyanis a várost hatalmas kukoricamező veszi körül. Nem sikerül megszöknieː Malachai, Isaac jobbkeze észreveszi és csendben utánaered, a kukoricásban elkapja és leszúrja egy késsel Josephet. A fiúnak még sikerül kivánszorognia az útra. Burték épp arra haladnak kocsijukkal a gatlini országúton, de mivel a térképet nézik, későn észlelik a fiút és elütik.
A pár magukat hibáztatja, de mikor jobban megnézik, késszúrás nyomait találják rajta. Burt nyomokat kezd keresni és a kukoricásban megtalálja a fiú véres bőröndjét. Eközben Vicky elalszik a kocsiban és rémálma van, álmában odamegy Joseph holttestéhez mire az felkel és el akarja kapni. Ekkor Vicky felriad. Burt berakja a kocsiba a holttestet, s úgy döntenekː elviszi a legközelebbi városba. Burték azon gondolkoznak, miképp halhatott meg a fiú, míg végül arra a következtetésre jutnakː a gyilkos elvileg láthatta őket, mert a vér még nem alvadt meg a bőröndön, mikor megtalálták. Job és a testvére épp Monopolyzik, mikor Malachai rajtakapja őket. Mivel tilos társasjátékot játszani, Malachai elviszi őket Isaachoz. Reméli, hogy Isaac majd megbünteti őket de tévedː Isaac nem ró ki büntetést a kicsikre, ami láthatóan nem tetszik Malachainak.
Burték kinyitják a fiú bőröndjét és egy kukoricából készült feszületet találnak benne. Az úton megállnak egy kis szerelőműhelynélm hogy telefonáljanak, de a tulajdonos egy öregember azt mondja, hogy nincs telefon a kútnál. Burt megkérdezi merre van Gatlin, de az öregember lebeszéli őket hogy Gatlin felé menjenek. Azt mondja: arra különös vallású emberek laknak. Inkább azt tanácsolja nekik, hogy Hemingford felé menjenek, bár az kicsit messzebb van. Burték megfogadják a tanácsot és Hemingford felé veszik az irányt. De akármerre fordulnak, mindig csak Gatlin irányába mutató táblákkal találkoznak. Az öregember házánál vihar van készülőben, míg pakolászik, addig a kutyája kendőjét véresen megtalálja a kocsi motorházteteje alatt. Érzi, hogy meg akarják ölni a gyerekek, de nem hagyja magátː szembeszáll velük, ám a gyerekek végül megölik. Burték addig-addig kanyarognak, hogy visszakeverednek az öregember házához, s mikor elmennek a ház előtt úgy döntenek: mégsem mennek Hemingfordba, ami 19 mérföldre lenne, hanem inkább elmennek a három mérföldnyire lévő Gatlinbe.
Eközben a kukoricásban Isaac prédikál a többi gyereknek, akik Isaacot a kiválasztottnak tartják. Elmondja hogy az "aki a kertek alatt jár" próbára teszi őket, két embert küldött Gatlinbe, akik nem hisznek Istenben. Isaac magát prófétának tartja és "az aki a kertek alatt jár" és a gyerekek közötti kapocs, ő mondja el az igét, és ő oktatja a gyerekeket a hitre. Jobék még nem vehetnek részt a prédikáción, mivel még túl kicsik, de testvérével elbújnak a kukoricásban és kihallgatják, amiket Isaac mond. Burték megérkeznek Gatlinba és bemennek egy kávézóba telefonálni, ám a város kihalt. Amíg bent vannak a kávézóban, pár gyerek ki akarja rabolni a kocsijukat. Üldözőbe veszik a gyerekeket, de azok elfutnak. Míg a gyerekeket keresik, véletlenül Jobék házához vetődnek, ahol mozgást látnak. Bemennek és Saraht találják bent. Sarah elmondja, hogy a felnőttek a kukoricásban vannak, és Isaac vitte el őket. Amíg Burt bemegy a városba, hogy bejelentse a gyilkosságot, addig Vicky Sarah-val marad a házban. A városban mindenhol kukorica van, az épületek is tele vannak elszáradt kukoricaszárakkal. Míg Burt a városban van, Vickyéket megtámadják Malachaiék. Vickyt elrabolják és elviszik a kukoricásba. Burt visszamegy a házba, de csak Saraht találja és a rajzát, amin Vicky elrablását és a kukoricásba hurcolását örökítette meg.
Isaac leteremti Malachait, mert engedély nélkül ölte meg Josephet, kettőjük között kezd végleg elmérgesedni a viszony. Burt elindul Vicky után a kukoricásbaː amikor be akar lépni, szétnyílik előtte a kukorica, majd miután belép, összezáródik a háta mögött. Eközben a gyerekek keresztre feszítik Vickyt és azt skandálják, hogy öljék meg. A templomban harangoznak, ahol épp a legidősebb fiút, Amost akarják feláldozni. Burt meghallja a harangozást és berohan a templomba. A gyerekeknél szokás, hogy akik elérik a 19 éves kort, azok önként feláldozzák magukat annak "aki a kertek alatt jár". Burt megpróbálja megakadályozni a szertartást, de a fanatikus gyerekek meg akarják ölni, végül sikerül megszöknie a templomból. Beszalad egy házba, Malachai utána megy de sikerül legyőznie, majd mikor kimegy az utcára, Job odaszól neki, hogy kövesse. Job elviszi egy házba, ahol Sarah-val bujkálnak. Isaac és Malachai között újabb vita támad, Isaac Vickyt is fel akarja áldozni, nem csak Amost, de Malachai szerint még szükség van a nőre. Összeverekednek, és Isaacot legyőzi Malachai. Malachai leszedi Vicky és Isaacot rakatja helyére a keresztre, majd elviszi a nőt csalinak magával a városba, hogy előcsalogassa vele Burtot. Job eközben megmutatja Burtnak az áldozati helyet, ahová a barátnőjét vitték.
Esteledik. Amos készen áll feláldozni magát és hívja az urat hogy vegye el az életét. A sötétben a föld alatt közeledik az a valami, amihez imádkozni szoktak. Összeolvad a kifeszített Isaac testével és átváltoztatja. Míg a többiek Isaac szenvedését nézik, addig Burt kiszabadítja Vickyt. De Malachai észreveszi Burtot és összeverekszenek. Burt legyőzi a fiút, aki így elveszti tekintélyét a gyerekek előtt. Ekkor visszatér az átváltozott Isaac és megragadja Malachait, azt mondja nekiː őt is akarja az, "aki a kertek alatt jár". Burt fel akarja gyújtani a kukoricást, hogy elpusztítsa a szörnyet, ezért kimegy hogy az öntözőcsövet rákösse a gázolaj-tartályra. Ám a kukorica életre kel és rátekeredik a testére. Szerencséjére Job utánamegy, és ki tudja szabadítani. Mikor gázolajjal meglocsolták a kukoricást, meggyújtják, s a szörny elég benne. Miután a szörny elpusztul, Burték úgy döntenekː Jobot és Saraht magukkal viszik Seattlebe. De mikor Burt beül a kocsiba, a hátsó ülésről felkel egy fanatikus lány, aki meg akarja ölni Burtot. Szerencsére sikerül lefegyverezni. és így Vicky, Burt, Job és Sarah megmenekül.

## Érdekességek
- A filmbeli kisváros Gatlin a valóságban nem létezik, csak egy kitalált város. Valójában több kisebb iowai városban forgatták le a jeleneteket.

## Bakik
- Amikor Burték elütik Joseph-et, látható féknyomot hagynak maguk után, de mikor kiszállnak a kocsiból, a féknyom eltűnik.
- Amikor Joseph-et elütik, a hasán fekve találják meg, majd Burt a hátára fordítja hogy megnézze, de a következő képen már megint a hasán fekszik a fiú.
- Amikor Burték megállnak az útkereszteződésben és azon tanakodnak, hogy eltévedtek, akkor a kocsi egyik ablakán látható a kamerás kezének tükröződése.

## Filmzene
- "School is Out"
- "Foot Stompin'"

Írta: Arron Collins
- "Runaway"

Előadja: Del Shannon 

Írta: Del Shannon és Max Crook